# Shoemaker-Levy 9
Shoemaker-Levy 9 er navnet på en komet opdaget i 1993 af Eugene Shoemaker sammen med sin kone Carolyn Shoemaker og David Levy. På opdagelsestidspunktet var kometen blevet opdelt i 21 brudstykker.
Kometens brudstykker gav i 1994 en stor opvisning i hvilke kræfter der er i spil i Solsystemet. Ved en tidligere passage af Jupiter i 1992 havde kometen passeret så tæt på Jupiters tyngdefelt, at tidevandskræfterne havde sønderrevet kometen til mange stumper i størrelse af op til 2 km. Disse brudstykker slog ned på Jupiter mellem d. 16. og 22. juli 1994 med en hastighed af omkring 60 km/s svarende til 216.000 km/t. Nedslagene ramte den side af Jupiter, der ikke var synlig fra Jorden - men pga. Jupiters hurtige rotation kunne de tydeligt følges fra Jorden efter nogle få timer. Rumsonden Galileo var på vej til Jupiter, og havde fra en afstand af 1,6 AE direkte udsyn til nedslagene. Nedslagene kunne ses som enorme paddehatte, der efterlod store stabile mærker i Jupiters øverste atmosfære med en størrelse på op til 12.000 km. Man regner med at de tre største brudstykker hver frigjorde en energi på ikke mindre end 6.000.000 megaton TNT svarende til 120.000 x Tsar Bomba, den allerstørste brintbombe produceret.

## Eksterne links
1. ↑  Shoemaker-Levy 9 images University of Nevada

- Comet Shoemaker-Levy Collision with Jupiter. NASA
- Movies of Comet Shoemaker-Levy Impact on Jupiter July 16, 1994. SAAO Arkiveret 23. juli 2013 hos  Wayback Machine